# Alexander Faassen senior

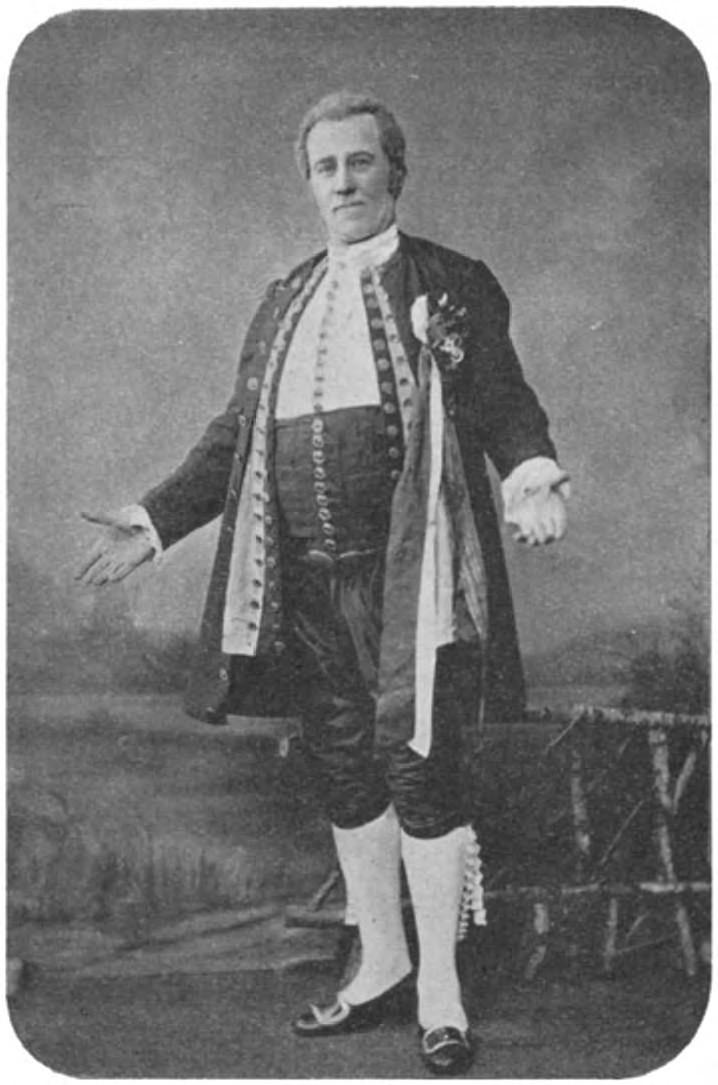
Alexander Faassen als Thomasvaêr in Kloris en Roosje.

Alexander Ferdinand Faassen (senior), ook bekend als Alex. Faassen (Den Haag, 8 augustus 1839 - Den Haag, 15 maart 1931) was een Nederlands acteur. Alexander Faassen senior is de vader van Alexander Faassen junior en Marie Faassen en een broer van Rosier Faassen.
Faassen speelde evenals Rosier eerst in het Frans, kwam in 1860 als Nederlands acteur aan de Amsterdamse Stadsschouwburg en was sinds 1867 met een onderbreking van 10 jaar in Rotterdam werkzaam, ook als leider van een eigen gezelschap. Hij speelde ernstige en fijnkomische karakterrollen uit de burgerlijke sfeer.